# Joplin (Missouri)
|  | Dieser Artikel wurde aufgrund von inhaltlichen Mängeln auf der Qualitätssicherungsseite des Projektes USA eingetragen. Hilf mit, die Qualität dieses Artikels auf ein akzeptables Niveau zu bringen, und beteilige dich an der Diskussion! Eine nähere Beschreibung der zu behebenden Mängel fehlt. |

Joplin ist eine Stadt US-Bundesstaat Missouri. Das U.S. Census Bureau hat bei der Volkszählung 2020 eine Einwohnerzahl von 51.762 ermittelt.
Joplin liegt 109 km westlich von Springfield, 168 km nordöstlich von Tulsa, 91 km nördlich von Rogers, 417 km südwestlich von St. Louis und 224 km südlich von Kansas City in deren Ballungsraum und gehört zum Jasper County und Newton County.

## Geographie
Nach den Angaben des United States Census Bureaus hat Joplin eine Fläche von 81,6 km², wovon 81,4 km² auf Land und 0,2 km² (= 0,25 %) auf Gewässer entfallen. Entwässert wird das Stadtgebiet durch Joplin Creek, Turkey Creek, Silver Creek und Shoal Creek. Joplin gilt als Zentrum des örtlich als Four State Area bekannten Gebietes, der Grenzregion zwischen Oklahoma, Arkansas, Missouri und Kansas.
Joplin liegt direkt nördlich der Interstate 44. In den letzten Jahren haben sich die Neubaugebiete vor allem in Richtung Norden auf Webb City zu entwickelt. Die frühere U.S. Route 66 führt durch Joplin. Der Name der Stadt Joplin wird auch in dem nach der Straße benannten Lied Route 66 genannt. In Nord-Süd-Richtung durchqueren die Stadt U.S. Highway 71 und weiter westlich davon Missouri Route 43.

## Tornado am 22. Mai 2011
Am späten Sonntagnachmittag des 22. Mai 2011 suchte ein verheerender Tornado der Stufe 5 auf der Fujita-Skala den 50.000-Seelen-Ort im Mittleren Westen der USA heim. Der Tornado wuchs schnell auf eine Breite von rund 1,6 km an und verwüstete rund 25 % aller Gebäude auf seinem Pfad durch den Süden der Stadt.

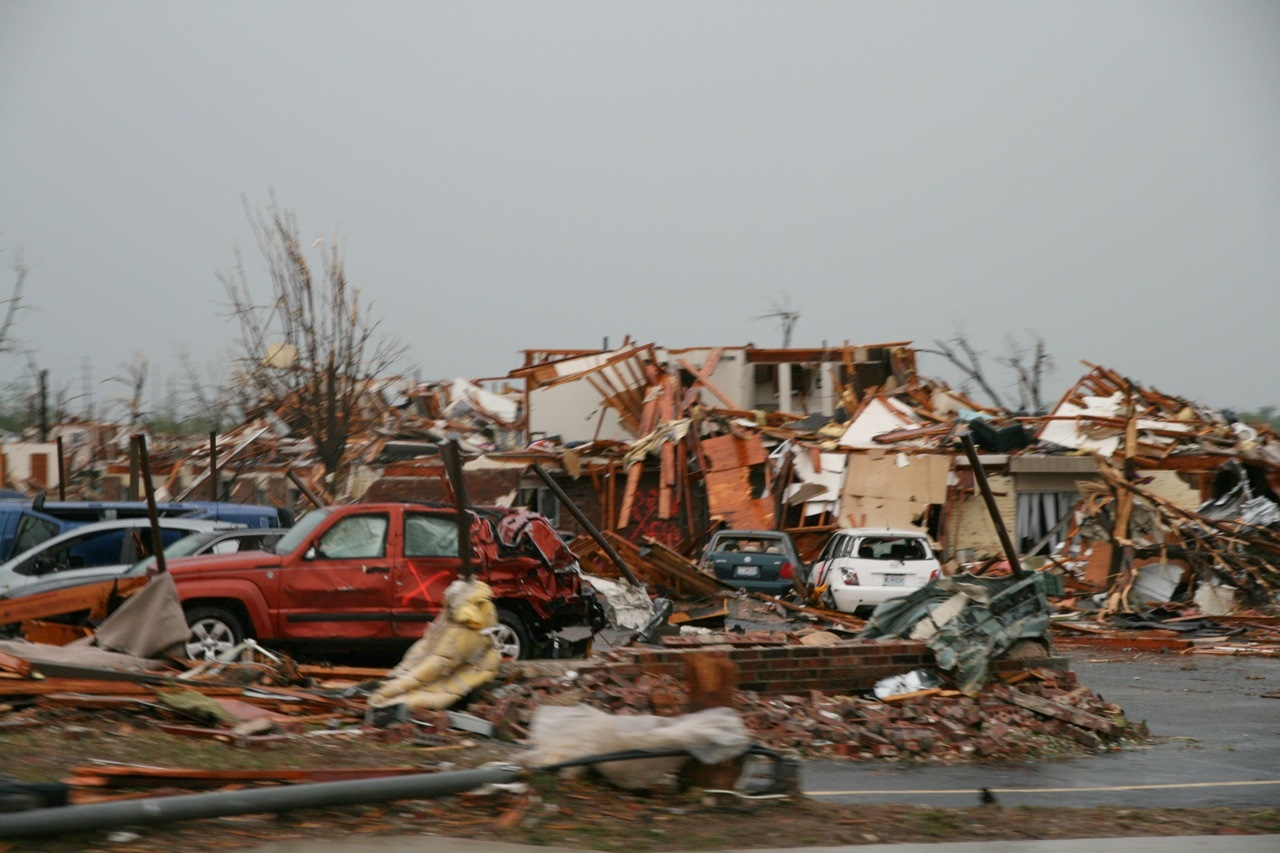
Zerstörte Wohngegend in Joplin nach dem Tornado

Zum ersten Mal Bodenkontakt hatte der Tornado gegen 17:34 Uhr Ortszeit, ehe er sich um 18:12 Uhr wieder auflöste. Insgesamt forderte der Tornado 162 Todesopfer. Der Joplin-Tornado ist der siebttödlichste aller jemals aufgezeichneten Tornados in den USA und zudem auch einer derjenigen mit der höchsten Schadenssumme, die jemals gewütet haben.

## Wirtschaft
| Arbeitgeber                        | Arbeitnehmer |
| ---------------------------------- | ------------ |
| Freeman Health System              | 4.500        |
| Walmart                            | 2.400        |
| Mercy Hospital Joplin              | 1.538        |
| Joplin School District             | 1.480        |
| Tri-State Motor Transit            | 1.135        |
| Tamko Building Products            | 1.000        |
| Liberty Utilities                  | 896          |
| EaglePicher Technologies           | 778          |
| Alorica                            | 595          |
| City of Joplin                     | 585          |
| Contract Freighters, Inc           | 567          |
| Ozark Center                       | 567          |
| Missouri Southern State University | 560          |
| General Mills                      | 490          |
| AT&T                               | 448          |
| Jasper Products                    | 399          |
| Teleperformance                    | 350          |
| Schaeffler-Gruppe                  | 310          |

## National Register of Historic Places
In das National Register of Historic Places sind die folgenden Anwesen und Historischen Distrikte eingetragen:
| Ref.-Nr. | Name                                              | Adresse                                          | MPS                                    | Datum         |
| -------- | ------------------------------------------------- | ------------------------------------------------ | -------------------------------------- | ------------- |
| 85001188 | Elks Club Lodge Nr. 501                           | 318–320 W. 4th St.                               |                                        | 3. Juni 1985  |
| 06000541 | Fifth and Main Historic District                  | 501–513 S. Main St., 502–508 Virginia St.        |                                        | 5. Juli 2006  |
| 90001100 | Fox Theater                                       | 415 S. Main St.                                  |                                        | 30. Juli 1990 |
| 06000683 | Gentry Apartments                                 | 318 S. Wall St.                                  |                                        | 8. Aug. 2006  |
| 08001024 | Inter-State Grocer Company Building               | 1027–1035 S. Main St.                            | Historic Resources of Joplin, Missouri | 24. Okt. 2008 |
| 79001377 | Joplin Carnegie Library                           | 9th und Wall Sts.                                |                                        | 10. Juli 1979 |
| 73001042 | Joplin Connor Hotel                               | 324 Main St.                                     |                                        | 28. Feb. 1973 |
| 08000661 | Joplin Downtown Historic District                 | S. Main St., grob zwischen E. 4th und E. 6th St. | Historic Resources of Joplin, Missouri | 16. Juli 2008 |
| 07000652 | Joplin Supply Company                             | 228 S. Joplin Ave.                               |                                        | 3. Juli 2007  |
| 73001043 | Joplin Union Depot                                | Broadway and Main St.                            |                                        | 14. März 1973 |
| 90001101 | Newman Brothers Building                          | 602–608 S. Main St.                              |                                        | 23. Juli 1990 |
| 08000536 | Olivia Apartments                                 | 320 Moffet                                       |                                        | 20. Juni 2008 |
| 90001102 | Rains Brothers Building                           | 906–908 S. Main St.                              |                                        | 19. Juli 1990 |
| 06000682 | Ridgway Apartments                                | 402 S. Byers Ave. and 404 S. Byers Ave.          |                                        | 8. Aug. 2006  |
| 90000989 | Scottish Rite Cathedral                           | 505 Byers Ave.                                   |                                        | 21. Juni 1990 |
| 02001193 | St. Louis and San Francisco Railroad Building     | 605 Main St.                                     |                                        | 22. Okt. 2002 |
| 91000851 | St. Peter the Apostle Catholic Church and Rectory | 812 Pearl St.                                    |                                        | 28. Juni 1991 |

## Persönlichkeiten

### Söhne und Töchter
- Robert R. Casey (1915–1986), Politiker
- John Edwards Conway (1934–2014), Bundesrichter
- Robert Cummings (1908–1990), Schauspieler
- Frederic Doss (* 1977), Schauspieler, Synchronsprecher, Filmproduzent und Drehbuchautor
- Glen Glenn (1934–2022), Rockabilly-Sänger
- Jane Grant (1892–1972), Journalistin und Feministin, Gründerin der New Yorker Zeitung Women’s Club und Mitbegründerin der The New Yorker
- Langston Hughes (1902–1967), Schriftsteller der Harlem Renaissance
- Christofer Drew Ingle (* 1991), Sänger
- Hale Irwin (* 1945), Profigolfer der Champions Tour
- Jack Jewsbury (* 1981), Fußballspieler
- Jamie McMurray (* 1976), NASCAR-Rennfahrer
- Charles McPherson (* 1939), Jazzmusiker
- John Conover Nichols (1896–1945), Politiker
- Carl Pomerance (* 1944), Mathematiker
- Mel Purcell (* 1959), Tennisspieler
- Pauline Starke (1901–1977), Schauspielerin
- Dennis Weaver (1924–2006), Schauspieler
- Travis „Spider“ Webb (1910–1990), Autorennfahrer
- Percy Wenrich (1887–1952), Komponist